# Murillo el Fruto
Murillo el Fruto – gmina w Hiszpanii, w Nawarze, o powierzchni 33,79 km². W 2011 roku gmina liczyła 683 mieszkańców.